# Anna Lapuščenkovová
Anna Alexandrovna Lapuščenkovová (rusky Анна Александровна Лапущенкова; * 24. října 1986) je bývalá ruská profesionální tenistka.
Na žebříčku WTA byla ve dvouhře nejvýše klasifikována v květnu 2010 na 93. místě a ve čtyřhře pak v březnu 2009 na 157. místě.. Na okruhu WTA nevyhrála žádný turnaj ve dvouhře ani ve čtyřhře. Na okruhu ITF zvítězila na jedenácti turnajích ve dvouhře a jednom turnaji ve čtyřhře.

## Vítězství na okruhu ITF
| Dotace turnajů okruhu ITF | Dotace turnajů okruhu ITF |
| ------------------------- | ------------------------- |
| 100 000 $ tournaments     | 80 000 $ tournaments      |
| 75 000 $ tournaments      | 60 000 $ tournaments      |
| 50 000 $ tournaments      | 25 000 $ tournaments      |
| 15 000 $ tournaments      | 10 000 $ tournaments      |

### Dvouhra (11)
| Č.  | Datum              | Turna                  | Povrch      | Soupeřka ve finále     | Výsledek           |
| --- | ------------------ | ---------------------- | ----------- | ---------------------- | ------------------ |
| 1.  | 9. července 2006   | Žukovskij, Rusko       | antuka      | Julia Solonická        | 1–6, 7–5, 7–5      |
| 2.  | 23. září 2006      | Tbilisi, Gruzie        | tvrdý       | Amina Rakhimová        | 7–6(7–0), 6–2      |
| 3.  | 11. srpna 2007     | Moskva, Rusko          | antuka      | Xenia Palkinová        | 6–4, 6–3           |
| 4.  | 19. srpna 2007     | Penza, Rusko           | antuka      | Kristina Antonijčuková | 6-4, 6–2           |
| 5.  | 1. září 2007       | Moskva, Rusko          | antuka      | Galina Kosyková        | 6–3, 6–1           |
| 6.  | 9. srpna 2008      | Moskva, Rusko          | antuka      | Anikó Kaprosová        | 5–1skreč           |
| 7.  | 15. listopadu 2009 | Minsk, Bělorusko       | tvrdý (h)   | Ljudmyla Kičenoková    | 5–7, 7–6(7–3), 6–2 |
| 8.  | 7. března 2010     | Minsk, Bělursko        | tvrdý (h)   | Lesja Curenková        | 6–1, 3–6, 7–6(7–2) |
| 9.  | 28. března 2010    | Moskva, Rusko          | tvrdý (h)   | Jelena Kulikovová      | 6–4, 6–2           |
| 10. | 4. dubna 2010      | Chanty-Mansijsk, Rusko | koberec (h) | Ljudmyla Kičenoková    | 6–2, 6–2           |
| 10. | 15. srpna 2010     | Kazaň, Rusko           | tvrdý       | Vitalija Ďjačenková    | 6–1, 2–6, 7–6(7–4) |

### Čtyřhra (1)
| Č. | Datum          | Turna            | Povrch      | Soluhráčka           | Soupeřky ve finále          | Výsledek |
| -- | -------------- | ---------------- | ----------- | -------------------- | --------------------------- | -------- |
| 1. | 9. března 2008 | Minsk, Bělorusko | koberec (h) | Julia Bejgelzimerová | Ima Bohušová Xenia Milevská | 6–4, 7–5 |

## Postavení na žebříčku WTA na konci sezóny

### Dvouhra
| Rok    | 2003  | 2004 | 2005   | 2006   | 2007   | 2008   | 2009   | 2010   |
| Pořadí | 1089. | ▼x   | ▲ 527. | ▲ 313. | ▲ 172. | ▲ 106. | ▼ 165. | ▲ 117. |

### Čtyřhra
| Rok    | 2006 | 2007   | 2008   | 2009   |
| Pořadí | 614. | ▲ 428. | ▲ 170. | ▼ 332. |